# Emiliano Buendía Stati
Emiliano Buendía Stati (emiˈljano βwenˈdi.a ˈstati; també conegut com a Emi, ˈemi; nascut el 25 de desembre de 1996) és un futbolista professional argentí que juga com a mitjapunta o volant pel Bayer Leverkusen, cedit per l'Aston Villa FC de la Premier League.
La carrera sènior de Buendía va començar al Getafe CF amb el qual va passar quatre anys, inclòs un breu període amb el club espanyol Cultural Leonesa, abans de traslladar-se a Anglaterra, unint-se al Norwich City FC el 2018 i a l'Aston Villa el 2018.